# Витегра
Витегра (рус. Вытегра) град је у Русији у Вологдској области. Према попису становништва из 2010. у граду је живело 10488 становника.

## Становништво
| 1939. | 1959.  | 1970.  | 1979.  | 1989.  | 2002.  | 2010.  |
| ----- | ------ | ------ | ------ | ------ | ------ | ------ |
| 7.400 | 11.340 | 11.729 | 12.025 | 12.905 | 11.400 | 10.488 |